# Hazal Kaya
Hazal Leyla Kaya (Gaziantep, Turska, 1. listopada 1990.) je turska glumica.

## Biografija
Hazal je pohađala osnovnu i srednju školu u Gaziantepu. Ondje je, također, učila talijanski jezik u talijanskom liceju. Diplomirala je na Information Management University of Performing Arts na sveučilištu Bilgi, ali se ipak odlučila još školovati. Roditelji (oboje odvjetnici) rastali su se dok je imala 7 godina. Prvu je ulogu imala u filmu Tajna kamena, u kojem je tumačila Bengü. Ipak, njena najznačajnija uloga bila je Nihal Ziyagil u turskoj seriji Strasti Orijenta, gdje je glumila s mnogim turskim poznatim zvijezdama kao što su Beren Saat i Kıvanç Tatlıtuğ. Ulogu života ostvarila je u seriji Djevojka imena Feriha, gdje je tumačila ulogu Ferihe Yilmaz, djevojke iz siromašne obitelji (oca domara i majke čistačice). Feriha je pametna djevojka, korisnica stipendije koja joj omogućuje upis na prestižni privatni fakultet gdje se vršnjacima koje upoznaje lažno predstavi kao djevojka koja potječe iz bogate i prestižne obitelji. Na fakultetu upozna i zgodnog, popularnog i bogatog mladića Emira Sarrafoğlu (Çağatay Ulusoy) koji se u nju fatalno zaljubljuje. Zaljubljena Feriha, u strahu da će izgubiti svoju ljubav - Emira ako on dozna istinu, uvlači se u zamku vlastitih laži u koje tone sve dublje i dublje...

## Filmografija
| Film      | Film                                | Film                     | Film | Film |
| Godina    | Naslov                              | Uloga                    |      |      |
| --------- | ----------------------------------- | ------------------------ | ---- | ---- |
| 2011      | Çalgı Çengi                         | Depoya Gelen Genç Kız    |      |      |
| 2011      | Behzat Ç. Seni Kalbime Gömdüm       | Berna Ç.                 |      |      |
| 2011      | Ay Büyürken Uyuyamam                | Hülya                    |      |      |
| 2012      | Bu Son Olsun                        | Lale                     |      |      |
| 2012      | Otostop                             | Aslı İlhan               |      |      |
| 2013      | Mavi Dalga                          | Arzu                     |      |      |
| 2014      | İtirazım Var                        | Zeynep Bulut             |      |      |
| 2016      | Kırık Kalpler Bankası               | Aslım                    |      |      |
| 2020      | Benden Ne Olur                      | Sertab Bal               |      |      |
| TV serija |                                     |                          |      |      |
| Godina    | Naslov                              | Uloga                    |      |      |
| 2006      | Sila                                | Berrin                   |      |      |
| 2006      | Taşların Sırrı                      | Bengü                    |      |      |
| 2006      | Acemi Cadı                          | Pelin                    |      |      |
| 2007      | Genco                               | Özge                     |      |      |
| 2008-2010 | Strasti Orijenta                    | Nihal Ziyagil            |      |      |
| 2011      | Behzat Ç. Bir Ankara Polisiyesi     | Berna Ç.                 |      |      |
| 2011-2012 | Djevojka imena Feriha               | Feriha Yılmaz Sarrafoğlu |      |      |
| 2012      | Son Yaz-Balkanlar 1912              | Emine                    |      |      |
| 2013      | A.Ş.K                               | Azra                     |      |      |
| 2015      | Maral: En Güzel Hikayem             | Maral Erdem              |      |      |
| 2017-2019 | Bizim Hikaye                        | Filiz Elibol Aktan       |      |      |
| 2020      | Menajerimi Ara                      | Hazal Kaya               |      |      |
| 2021      | Misafir                             | Gece / Güneş Yalçın      |      |      |
| Internet  |                                     |                          |      |      |
| Godina    | Naslov                              | Uloga                    |      |      |
| 2022      | Pera Palas'ta Gece Yarısı (Netflix) | Esra                     |      |      |